# Njurven

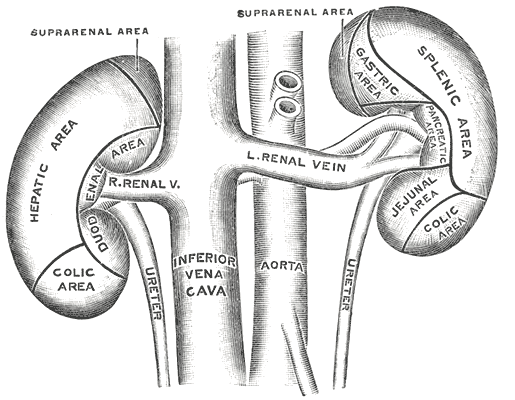
Njurvenen

Njurvenen (latin: Venae renales eller V. Renalis) är den ven som för blodet från njurens vensystem till undre hålvenen.